# Артавазд
Артавазд (грчки: Ἀρτάβασδος, јерменски: Արտավազդ; умро после новембра 743.), био је византијски генерал јерменског порекла који је као узурпатор владао Византијским царством од јуна 741. или 742. до новембра 743. године. Са власти је збацио Константина V који је 743. године успео да поврати власт.

## Успон
Цар Анастасије II (713-715) је око 713. године именовао Артавазда стратегом Арменијаке, једне од првих и највећих византијских тема. Арменијака је заузимала делове старог Понта, Мале Азије и северне Кападокије. Центар теме био је у Амасији. Након Анастасијевог пада, Артавазд је подржао Лава III, гувернера Анатолике, да збаци новог цара Теодосија III (715-717). Овај споразум учвршћен је браком између Лавове ћерке и Артавазда. Брак је склопљен по доласку Лава на престо (717). Артавазд је добио чин куропалата и постао је стратег Опсикије задржавајући команду над Арменијаком. Лав III је умро 741. године, а наследио га је син Константин. Артавазд је решио да преузме власт над земљом те је напао свога зета док се овај налазио у рату са Арабљанима на источној граници Царства. Константин се пред Артаваздом склонио у Аморион. Артавазд је заузео престоницу након чега је крунисан за цара.

## Владавина
Артаваздова узурпација имала је и верску конотацију. Лав III, као и Константин, били су присталице иконобораца. Артавазд је напустио иконоборство и подржао иконодуле. Убрзо након крунисања Артавазда, његова супруга Ана крунисана је за августу, а њихов син Нићифор за савладара. Артаваздов други син, Никита, постављен је за стратека Арменијаке. Артавазд се ослањао на подршку теме Тракије и Опсикије. Константин је обезбедио подршку теме Тракесијанаца и Анатолике. Неизбежан сукоб ексалирао је маја 743. године када је Артавазд повео војску на Константина. Међутим, доживео је пораз. Касније исте године Константин је поразио Никиту, а 2. новембра 743. године завршена је Артаваздова владавина. Тада је Константин ушао у Цариград и заробио свога противника. Артавазд и његови синови су ослепљени и послати у манастир Хору у Цариграду. Датум Артаваздове смрти није познат.

## Породица
Артавазд је са женом Аном, ћерком цара Лава III Исавријанца, имао двојицу синова:
- Нићифора, који је био савладар свога оца (742-743)
- Никиту, стратега Арменијаке (742-743)

Нићифор и Никита заробљени су и ослепљени заједно са оцем новембра 743. године.